# TF1集團

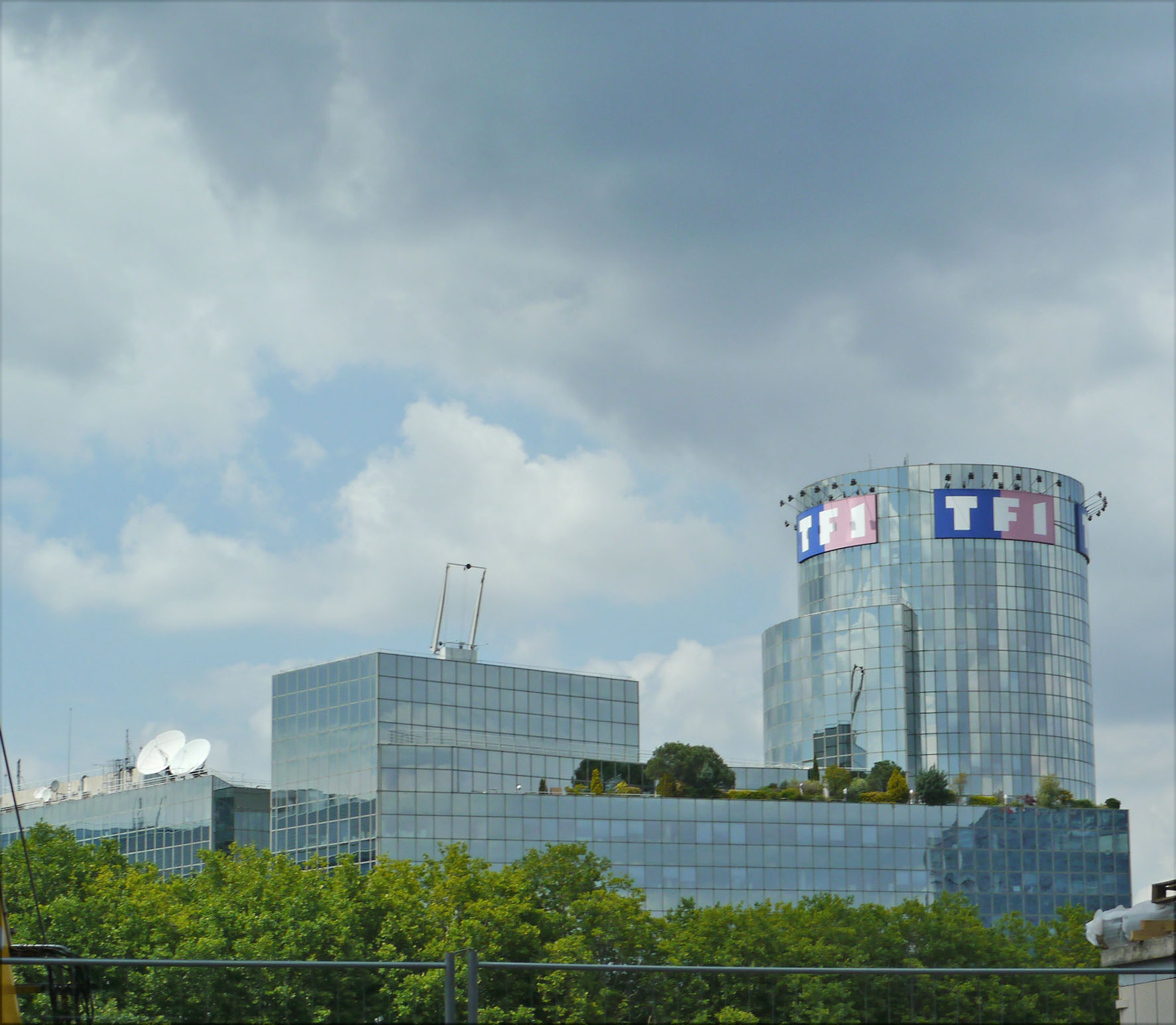
TF1集團總部

TF1集團（法語：Groupe TF1）是法國的一個媒體控股公司，其最著名的成員是法國電視一台。TF1集團成立於1987年法國電視一台私有化之後，其43%的股份由布依格所有，在巴黎證券交易所上市。2009年6月，TF1集團同意自AB集團收購NT1頻道。

## 外部連結
- 官方网站